# إميليا بيلوتي
إميليا بيلوتي (بالإسبانية: Amelia Belotti) مواليد 17 نوفمبر 1988، هي لاعبة كرة يد أرجنتينية تلعب كجناح أيسر. مثلت منتخب الأرجنتين لكرة اليد للسيدات. شاركت في دورة الألعاب الأولمبية الصيفية سنة 2016. حققت المركز الثاني في دورة الألعاب الأمريكية 2015.

## سجل المنافسة
شاركت في البطولات التالية:
- الألعاب الأولمبية الصيفية 2016
- بطولة العالم لكرة اليد للسيدات 2013
- بطولة العالم لكرة اليد للسيدات 2015

## الميداليات
| الميدالية | المسابقة                    |
| --------- | --------------------------- |
| فضية      | دورة الألعاب الأمريكية 2015 |

## روابط خارجية
- إميليا بيلوتي على موقع اللجنة الأولمبية الدولية (الإنجليزية)
- إميليا بيلوتي على موقع أوليمبيديا (الإنجليزية)
- إميليا بيلوتي على موقع اللجنة الأولمبية الأرجنتينية (الإسبانية)